# Krajowa Informacja Skarbowa

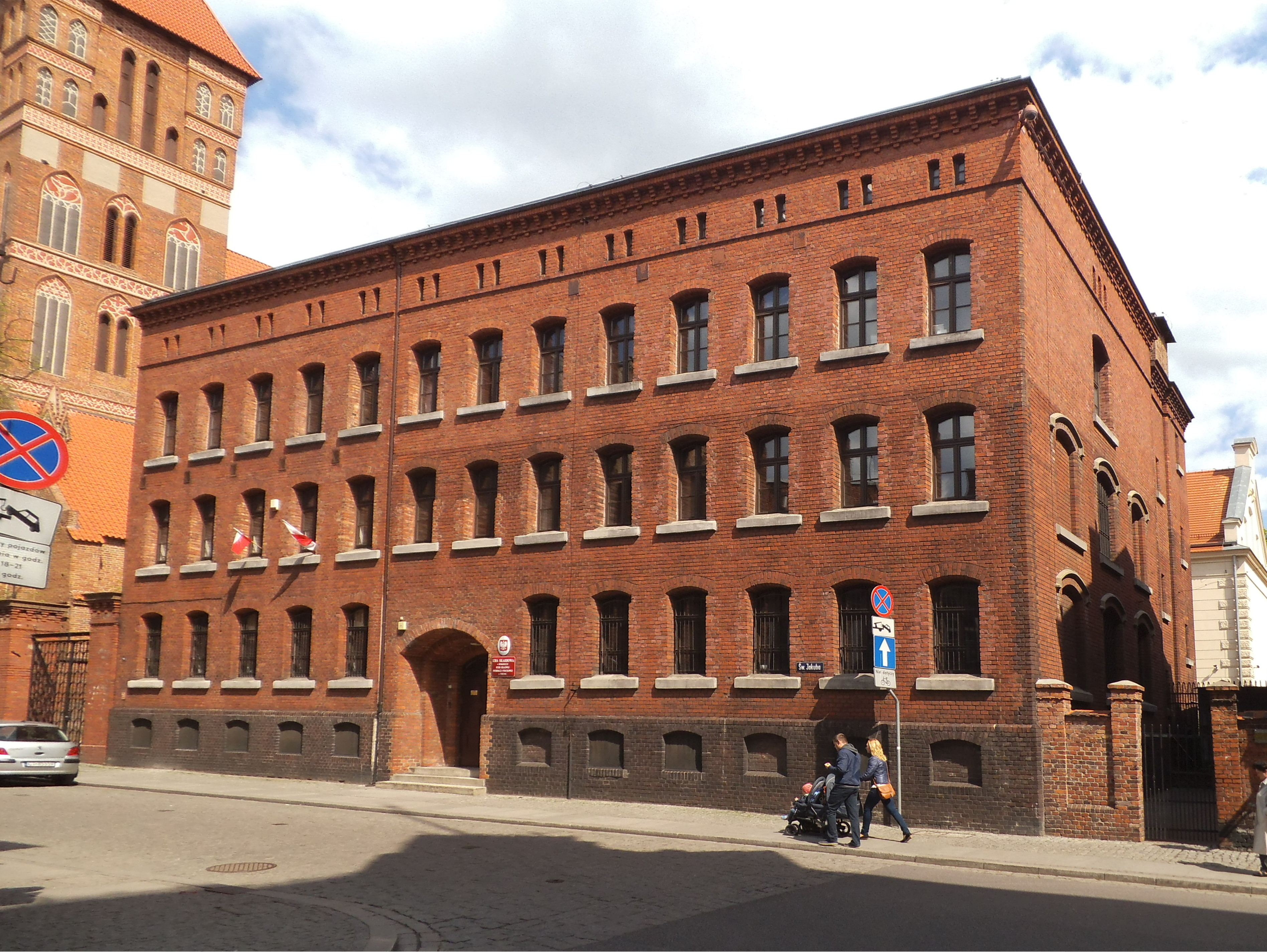
Siedziba Krajowej Informacji Skarbowej w Toruniu

Krajowa Informacja Skarbowa (KIS) – jednostka organizacyjna Krajowej Administracji Skarbowej. Na czele Krajowej Informacji Skarbowej stoi dyrektor. Siedzibą Krajowej Informacji Skarbowej jest Bielsko-Biała.

## Historia
Do czasu utworzenia Krajowej Administracji Skarbowej nie istniał specjalny organ, którego zadania odpowiadałby dzisiejszym zadaniom KIS. Niektóre z tych zadań były wykonywane przez inne organy podatkowe. Przykładowo, interpretacje indywidualne przepisów prawa podatkowego wydawane były przez dyrektorów izb skarbowych, działających w imieniu Ministra Finansów. Wcześniejsza Krajowa Informacja Podatkowa, czyli KIP, już nie funkcjonuje. 

## Zadania
Do zadań Krajowej Informacji Skarbowej należy:
- zapewnianie jednolitej i powszechnie dostępnej informacji podatkowej i celnej, w tym jej przetwarzanie i udostępnianie;
- prowadzenie spraw dotyczących interpretacji indywidualnych przepisów prawa podatkowego;
- prowadzenie działalności informacyjnej i edukacyjnej w zakresie przepisów prawa podatkowego i celnego;
- realizacja polityki kadrowej i szkoleniowej w Krajowej Informacji Skarbowej;
- identyfikowanie obszarów zagrożeń mogących mieć wpływ na prawidłowość wykonywania obowiązków podatkowych i celnych;
- wykonywanie innych zadań określonych w odrębnych przepisach.

## Delegatury
Krajowa Informacja Skarbowa ma delegatury w:
- Bielsku-Białej;
- Lesznie;
- Piotrkowie Trybunalskim;
- Płocku;
- Toruniu.